# Gagauzská Wikipedie
| Počty zobrazení článků gagauzské Wikipedie dle zemí (únor 2025) | Počty zobrazení článků gagauzské Wikipedie dle zemí (únor 2025) | Počty zobrazení článků gagauzské Wikipedie dle zemí (únor 2025) | Počty zobrazení článků gagauzské Wikipedie dle zemí (únor 2025) | Počty zobrazení článků gagauzské Wikipedie dle zemí (únor 2025) |
| --------------------------------------------------------------- | --------------------------------------------------------------- | --------------------------------------------------------------- | --------------------------------------------------------------- | --------------------------------------------------------------- |
|                                                                 |                                                                 |                                                                 |                                                                 |                                                                 |
| USA                                                             | USA                                                             |                                                                 | 33 %                                                            | 33 %                                                            |
| Německo                                                         | Německo                                                         |                                                                 | 20 %                                                            | 20 %                                                            |
| Rakousko                                                        | Rakousko                                                        |                                                                 | 12 %                                                            | 12 %                                                            |
| Hongkong                                                        | Hongkong                                                        |                                                                 | 6 %                                                             | 6 %                                                             |
| Singapur                                                        | Singapur                                                        |                                                                 | 6 %                                                             | 6 %                                                             |
| Kanada                                                          | Kanada                                                          |                                                                 | 4 %                                                             | 4 %                                                             |
| 6 dalších zemí                                                  | 6 dalších zemí                                                  |                                                                 | 11 %                                                            | 11 %                                                            |
| Moldavsko                                                       | Moldavsko                                                       |                                                                 | 1,3 %                                                           | 1,3 %                                                           |

gagauzské slovo Vikipediya napsané jako ambigram

Gagauzská Wikipedie (gagauzsky Gagauzca Vikipediya) je Wikipedie v gagauzštině, turkickém jazyce užívaném především v Gagauzsku, autonomní oblasti Moldavska. S necelými třemi tisíci články je sedmnáctou největší a třetí nejmenší (před altajštinou a karačajsko-balkarštinou) Wikipedií v turkickém jazyce.

## Číselné údaje
21. března 2023 měla wikipedie 2803 článků, což znamená přibližně jeden článek na 53,5 lidí, jež gagauzštinou hovoří jako svou mateřštinou (těch je cca 150 000), a cca 0,6 článků na den a 4,4 na týden (jazyková verze wikipedie byla založena v listopadu 2010). Počtem článků je gagauzská wikipedie na 217. místě. Celkový počet všech stránek však dosahoval 6 608, a počet veškerých editací 68 211. Jejich průměrný počet na stránku je tak 10,32.
Ve stejný den měla wikipedie 13 326 přispěvatelů, z toho 28 aktivních (v posledních 30 dnech provedli jakoukoli editaci). Dále pro ni pracovalo osm botů a dva správci.
Celkový počet slov na všech stránkách je 257 254, což dělá přibližně 1029 normostran (ty mají kolem 250 slov).

## Počty zobrazení článků dle zemí
Přestože původním rozšířením gagauzštiny je oblast Gagauzska, Moldavsko (pod nějž region spadá) se v žebříčku zemí dle počtu zobrazení článků gagauzské Wikipedie v únoru 2025 umisťuje až na 13. místě, se 100–199 zobrazeními. Na prvním místě jsou Spojené státy (≥3800 zobrazení), na druhém Německo (≥2200 zobrazení).

## Příklady článků
Zde je deset náhodně vygenerovaných článků:
- Bosniya hem Herțegovina (země)
- Orestiada (řecké město)
- İscehisar (turecké město)
- Akdeniz İçin Birlik (Unie pro Středomoří; seskupení zemí)
- Şvețiya köklü anılmış arhitekturacılar listasi (seznam švédských architektů)
- Dicle (turecké město)
- 2008 (rok)
- Pazertesi (pondělí)
- Derik (turecké město)
- Elena Danacı (gagauzská herečka)